# 維也納愛樂樂團銀幣
維也納愛樂樂團銀幣是由奧地利鑄幣廠生產的；直至2008年，它是在歐洲最具知名度的銀幣。這款銀幣被大量生產作投資和收藏用途，由2008年至2012年間，銷量超過5400萬枚。 它是奧地利的法定貨幣，面值1.5歐元，重1金衡盎司，純度99.9%。購買數量最多的為原廠膠箱，內有25個膠管，每個膠管裝有20枚銀幣。

## 歷史
「愛樂」銀幣在2008年1月1日首次發行，鑄造量7,773,000枚，卻是鑄造量最少的一年；在2011年，發行量達到頂峰，共有17,873,700枚，令它成為最常見的年份。2014年的銀幣總發行量並沒有官方的消息公佈。 因為沒有任何「重要年份」，所以不同年份的銀幣相差的價錢也不大。

## 鑄造量
| 年份 | 鑄造量     |
| ---- | ---------- |
| 2008 | 7,773,000  |
| 2009 | 9,014,800  |
| 2010 | 11,358,200 |
| 2011 | 17,873,700 |
| 2012 | 8,769,200  |
| 2013 | 14,536,400 |
| 2014 | ???        |

1. ↑  Coin Information: Austrian Silver Philharmonic 的存檔，存档日期2014-03-02.
2. ↑  .   [2015-03-28]. （原始内容存档于2015-03-16）.
3. ↑  .   [2015-03-29]. （原始内容存档于2015-02-27）.
4. ↑  .   [2015-03-29]. （原始内容存档于2015-03-13）.
5. ↑  .   [2015-03-29]. （原始内容存档于2015-04-02）.